# Johann Christian August Wagner
Johann Christian August Wagner (* 30. Oktober 1777 in Weißenfels; † 6. Juni 1854 in Paris) war ein preußischer Generalmajor und Militärschriftsteller.

## Leben

### Herkunft
Seine Eltern waren der kursächsische Justiz-Amts- und Landrichter Johann Georg Gotthilf Wagner († 16. April 1800) und dessen Ehefrau Rosine Wilhelmine, geborene Mundt.

### Militärkarriere
Wagner besuchte ab Ostern 1790 die Klosterschule in Schulpforta und legte dort am 21. September 1795 seine Reifeprüfung ab. Am 19. Oktober 1795 immatrikulierte er sich an der Universität Leipzig und ließ sich im Jahr als Advokat in seiner Heimatstadt nieder. Kurz vor dem Fünften Koalitionskrieg Trat Wagner am 10. Oktober 1808 in österreichische Dienste, wo er als Leutnant im Regiment „von Zedzwitz“ angestellt wurde. Am 8. Mai 1809 kam er dann als Hauptmann in das Regiment „von Stein“. Mit dem Regiment kämpfte er in der Schlacht bei Aspern und im Gefecht bei Preßburg. Nach dem Friedensschluss wurde er in das Regiment „Colloredo“ versetzt und dem Generalquartiermeisterstab zugeteilt. Während der Befreiungskriege befand Wagner sich im Hauptquartier des Fürsten Schwarzenberg und nahm an den Schlachten bei Dresden, Kulm, Leipzig, Arcis-sur-Aube, Fere-Champenoise, Paris und dem Gefecht bei Kösen teil.
Nach dem Krieg ging Wagner am 22. Mai 1815 in preußische Dienste und kam als Kapitän und Generalstabsoffizier in das Hauptquartier des Fürsten Blücher. Dieser schickte ihn am 30. Juni 1815 in die Kommandantur nach Paris, wo er dem Herzog von Wellington zugeteilt wurde. Am 20. Januar 1816 erhielt er sein Patent als Kapitän, welches auf den 7. Mai 1809 rückdatiert wurde. Außerdem wurde er dem Generalstab aggregiert. Am 26. März 1816 erhielt Wagner die Beförderung zum Major und wurde am 5. Oktober 1816 in den Großen Generalstab versetzt. Am 21. September 1820 wurde er dem 2. Departement des Kriegsministeriums aggregiert und am 30. März 1821 trat er in den Großen Generalstab zurück. Wagner führte auch den Vorsitz in der Zensurkommission. Zudem wurde er am 23. Februar 1826 zum Mitglied der Militärstudienkommission ernannt; am 30. März 1827 betrug sein Gehalt dafür 2250 Taler. Am 30. März 1830 wurde er zum Oberstleutnant befördert und am 6. Mai 1830 aus dem Etat des Generalstab ausgetragen, aber weiter als aggregiert geführt. Am 30. März 1834 avancierte er zum Oberst und am 10. September 1840 erhielt Wagner den Charakter als Generalmajor, sowie am 23. Dezember 1840 das Kommandeurkreuz des Guelphen-Ordens. Am 5. August 1841 wurde er mit Pension zur Disposition gestellt. Er blieb interimistisches Mitglied der Militärkommission mit einer Sondervergütung von 250 Talern jährlich. Am 30. Januar 1845 bekam er die Genehmigung, seinen Aufenthalt im südlichen Frankreich zu nehmen und dort auch seine Pension zu erhalten. Er starb am 6. Juni 1854 in Paris.
Wagner war in seiner preußischen Zeit kein Frontsoldat, aber wissenschaftlich sehr begabt und veröffentlichte im Laufe der Jahre zahlreiche Werke. Sein erstes Werk war Grundzüge der reinen Strategie. 1823 übernahm er die Redaktion des Militär-Wochenblattes, schrieb über die Befreiungskriege und die politische Lage sowie den Polnisch-Russischer Krieg von 1830/31. Als König Friedrich Wilhelm III. das Bad in Teplitz besuchte, nahm er Wagner öfter mit dahin, um von ihm dort Vorträge über Kriegsgeschichte zu hören.

### Familie
Wagner heiratete am 18. November 1816 in der Kirche St.-Hedwigs in Berlin Marie Helene Decle, verwitwete Ricard (* 3. Dezember 1778; † 6. Januar 1839). Sie wurde nach ihrem Tod in der Kirche St.-Hedwigs beigesetzt. Im Jahr 1843 heiratete er die Gräfin Anna de Pons, die als Stiftsdame im St. Annen-Stift in München lebte. Beide Ehen blieben kinderlos.
Nachdem Napoleon III. in Frankreich an die Macht gekommen war, wurde Wagners Frau Vorleserin der Kaiserin Eugenie. Der Generalmajor pflegte weiterhin gute Kontakte zu seinem König. Nach dem Tod des Generals bekam die Witwe trotz Bitten keine Pension.

## Werke
- Grundzüge der reinen Strategie. 1808, Digitalisat
- Über Vermögen und Reichtum. 1817.
- Plane der Schlachten und Treffen, welche von der preussischen Armee in den Feldzügen der Jahre 1813, 14 und 15 geliefert worden. 1821–1825, Band 1, Band 2, Band 4, Band 5 Anhang
- Der Feldzug der K. Preussischen Armee am Rhein im Jahre 1793. 1831, Digitalisat